# Toxorhina (Toxorhina) curvata
Toxorhina (Toxorhina) curvata is een tweevleugelige uit de familie steltmuggen (Limoniidae). De soort komt voor in het Neotropisch gebied.